# メディカル・イノベーション
株式会社メディカル・イノベーションは、医師、歯科医師に特化した開業・経営コンサルティング会社である。
主な事業としては、医院開業・歯科開業のコンサルティング、医院経営・歯科経営のコンサルティング、近年では、医療機関のM&Aや医療モールコンサルティングも行っており、2013年3月5日にはイオンモール春日部に医療モール「medimo（メディモ）」をオープンさせた。

## 沿革
- 1997年 - 創業
- 2004年7月22日 - 株式会社メディカル・イノベーション設立

## 医療モール実績
- 北海道　イオンモール旭川駅前
- 宮城　イオンモール名取【medimo】
- 福島　イオンモールいわき小名浜
- 埼玉　イオンモール羽生【medimo】、イオンモール春日部【medimo】
- 千葉　イオンモール木更津
- 東京　イオンモールむさし村山、新宿イーストサイドスクエア、イオンモール多摩平の森、住友不動産六本木グランドタワー
- 神奈川　モザイクモール港北、ららぽーと横浜、シティハウス武蔵小杉、パークスクエア横浜【medimo】、横浜ポートサイドプレイス
- 富山　イオンモール高岡
- 石川　イオンモール新小松
- 長野　イオンモール松本【medimo】
- 愛知　イオンモール名古屋茶屋、イオンモール常滑、イオンモール長久手、イオンモール新瑞橋
- 三重　イオンモール東員
- 滋賀　イオンモール草津
- 京都　イオンモール京都桂川【medimo】、イオンモール京都五条【medimo】
- 大阪　イオンモール堺北花田、イオンモール堺鉄砲町、イオンモール四條畷
- 兵庫　イオン リカー＆ビューティ川西、イオンモール神戸南、御影クラッセ
- 岡山　イオンモール岡山
- 広島　イオンモール広島府中、ゆめタウン広島、イオンモール広島祇園
- 徳島　イオンモール徳島
- 福岡　イオンモール福津
- 沖縄　イオンモール沖縄ライカム